# Gajna Skała
Gajna Skała – wzniesienie w Pieninach Spiskich w miejscowości Dursztyn. Taką nazwę podają mapy i przewodniki. Na niektórych mapach figuruje jednak jako Kozakowa Skała. Znajduje się w grzbiecie głównym tych Pienin, po zachodniej stronie Żaru (883 m), oddzielona jest jednak od jego zachodniego ramienia głębokim przełomem Przecznego Potoku (przez Stanisława Figla nazywanym potokiem Browarczyska). Ta dzika dolina między górami nosi nazwę Piekiełka. Wznoszące się po obu jej stronach zbocza, zarówno Gajnej Skały od zachodniej strony, jak i Żaru od wschodniej strony są bardzo strome. Od zachodniej strony Gajna Skała sąsiaduje z nieco niższą Jurgowską Górą (733 m), oddzielona od niej doliną potoku będącego lewobrzeżnym dopływem Przecznego.
Gajna Skała wznosi się w granicach wsi Dursztyn w województwie małopolskim, w powiecie nowotarskim, w gminie Nowy Targ. Ma dwa wierzchołki: 782 m (zachodni) i 776 m (wschodni), jest całkowicie porośnięta lasem i nie prowadzą przez nią szlaki turystyczne. Można jednak wejść na nią w dowolny sposób, najprościej udając się od kościoła w Dursztynie drogą na wschód.